# Kid (chanson)
Pour les articles homonymes, voir Kid.
Singles de Eddy de Pretto
Fête de trop
(2017) Beaulieue
(2017)
Kid est un single d'Eddy de Pretto, sorti en octobre 2017. Il est à la fois présent sur l'EP (extended play - maxi) Kid et sur l'album Cure (2018).

## Genèse
Kid raconte l'histoire d'Eddy de Pretto lorsqu'il était enfant. Son père l'incitait à jouer au ballon, à ne pas pleurer alors que lui avait envie de jouer aux poupées. « C'est mon expérience personnelle, c’est pas une attaque ou une dénonciation. Mais ça se rapproche aussi de mes racines, où l'on montre et on démontre sa masculinité, et on la frappe fort pour dire qu'on est viril et qu'on a des grosses couilles », explique-t-il.

## Accueil

### Accueil critique
Pour Les Inrockuptibles, Kid « s'attaque [...] à la virilité dominante et au mythe du macho ». 

## Classement
| Classement (2017-18) | Meilleure position |
| -------------------- | ------------------ |
| France (SNEP)        | 3                  |

## Reprises
La chanteuse Barbara Pravi reprend Kid, en changeant les paroles pour critiquer le comportement imposé aux femmes. Le clip de la reprise, tourné en un plan-séquence, est diffusé le 8 mars 2018, à l'occasion de la journée internationale de la femme. Le site Madmoizelle.com parle d'une « excellente reprise », d'un clip « tout en émotion et en sororité » et que la chanson porte un « message d'espoir et de solidarité ». Selon Auféminin le clip vidéo représente « une diversité juste et poétique de la représentation féminine. C'est plein de douceur et en même temps très engagé ! ». L'autrice de l'article, Melanie Bonvard, finit celui-ci un écrivant que c'est « un clip qui fait du bien ».